# 大白刺
大白刺（学名：Nitraria roborowskii）为蒺藜科白刺属下的一个种。